# Huab-formatie

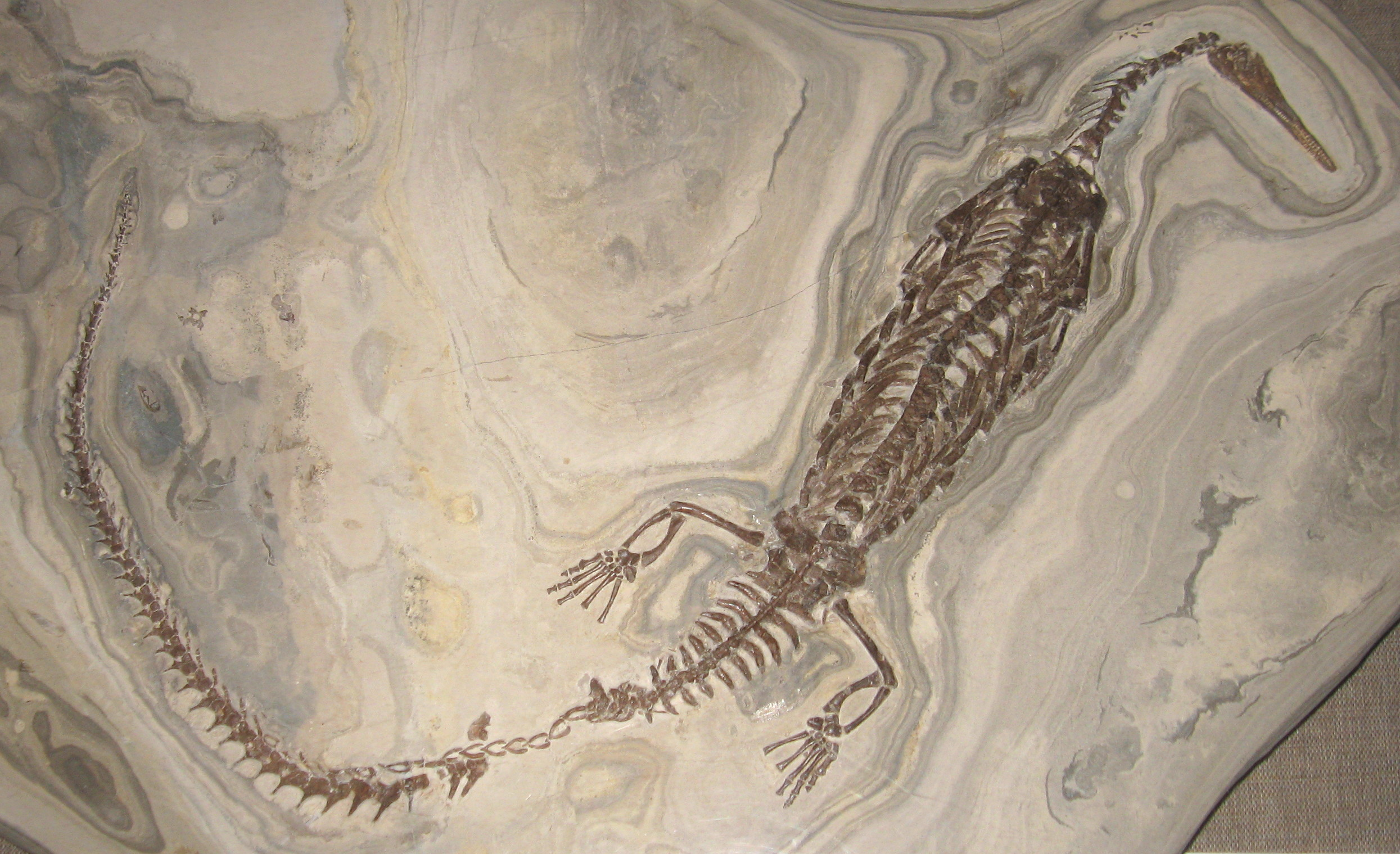
Fossiel van Mesosaurus

De Huab-formatie is een geologische formatie in Namibië die uit het Perm dateert en de vindplaats is van fossielen van onder meer het aquatische reptiel Mesosaurus.

## Locatie en ouderdom
De Huab-formatie ligt in het Huab-bekken, dat zich bevindt in het zuidwesten van de regio Kunene en het noorden van de regio Erongo in Namibië. De formatie onderligt de Gai-As-formatie. De afzettingen van de Huab-formatie dateren uit de tijdvakken Artinskien en Kungurien met een ouderdom van ongeveer 285 tot 275 miljoen jaar. 
De Huab-formatie is afgezet in een overgangsperiode van landafzettingen tijdens de Dwyka-ijstijd naar sedimenten van een warmere brakwaterdelta. De basis van de Huab-formatie wordt gevormd door ijstijdsedimenten, gevolgd door riviersedimenten uit een warmer klimaat, sedimenten van een delta met ondiepe zoutwatermeren en ten slotte sedimenten van een estuarium.
De Huab-formatie correleert met de Whitehill-formatie in zuidelijk Namibië en de Kaapregio van Zuid-Afrika. Deze Afrikaanse formaties waren samen met formaties in het Paraná-bekken in Zuid-Amerika onderdeel van een groot bekken op het supercontinent Gondwana.

## Fauna
In de Huab-formatie zijn fossielen gevonden van de zaadvaren Glossopteris, het aquatische reptiel Mesosaurus en beenvissen uit de Palaeonisciformes. 